# Darren Jay
Darren Jay ist ein erfolgreicher Drum-and-Bass-Produzent und -DJ.

## Wirken
1990 begann Darren Jay für das Plattenlabel Tone Def Records zu arbeiten. Später eröffnete er sein eigenes Label Prime Time Wax und veröffentlichte darauf zehn Singles, von denen sich die erfolgreichste 20.000 mal verkaufte.
Als A&R bei MCA Music zeichnete Jay verantwortlich für die Kompilationen Total Science 1–3 und einige Mix-Alben beim Label Moonshine Music.
1997 gründete Darren Jay das Drum-and-Bass-Label Mecca. Unter den Veröffentlichungen waren zwei Top-20-Hits.
2000 rief Jay ein weiteres Label ins Leben: Wide Open Music.

## Diskografie

### Singles und EPs
- 1992 – S.L.M.: Handsome Technique EP (zusammen mit Special K)
- 1992 – S.L.M.: Nice and slow (zusammen mit Special K)
- 1992 – The Vice Squad: Give the poor Man a break (zusammen mit Micky Finn)
- 1994 – S.L.M.: Die Hard (zusammen mit Special K)
- 2002 – Special K&Darren Jay: Blow
- 2004 – Shock: Helms Deep (zusammen mit Special K)

### Remixe
- 1992 – Pain of Dance: Hear no evil (Type 2 Darren Jay Remix)
- 1993 – DJ Harry&Point Black: Cape Fear (Darren Jay & DJ Yomi Mix)
- 1993 – 4 Horsemen of the Apocalypse: We are the Future (Darren Jay Mix)
- 1995 – CJ Lewis: R to the A (Drum'n'Bass Mix)

### Mix-CDs
- 1994 – Speed Limit 140 BpM plus 5
- 1995 – A Way of Life (mit Randall, Kenny Ken, Dr S. Gachet und Mickey Finn)
- 1995 – Jungle Warfare (mit Mickey Finn)